# Fred McCrary
Fred McCrary é um jogador profissional de futebol americano estadunidense que foi campeão da temporada de 2003 da National Football League jogando pelo New England Patriots.